# Склерофітні чагарники Каліфорнійської затоки
Склерофітні чагарники Каліфорнійської затоки (ідентифікатор WWF: NA0306) — неарктичний екорегіон пустель і склерофітних чагарників, розташований на Каліфорнійському півострові на північному заході Мексики.

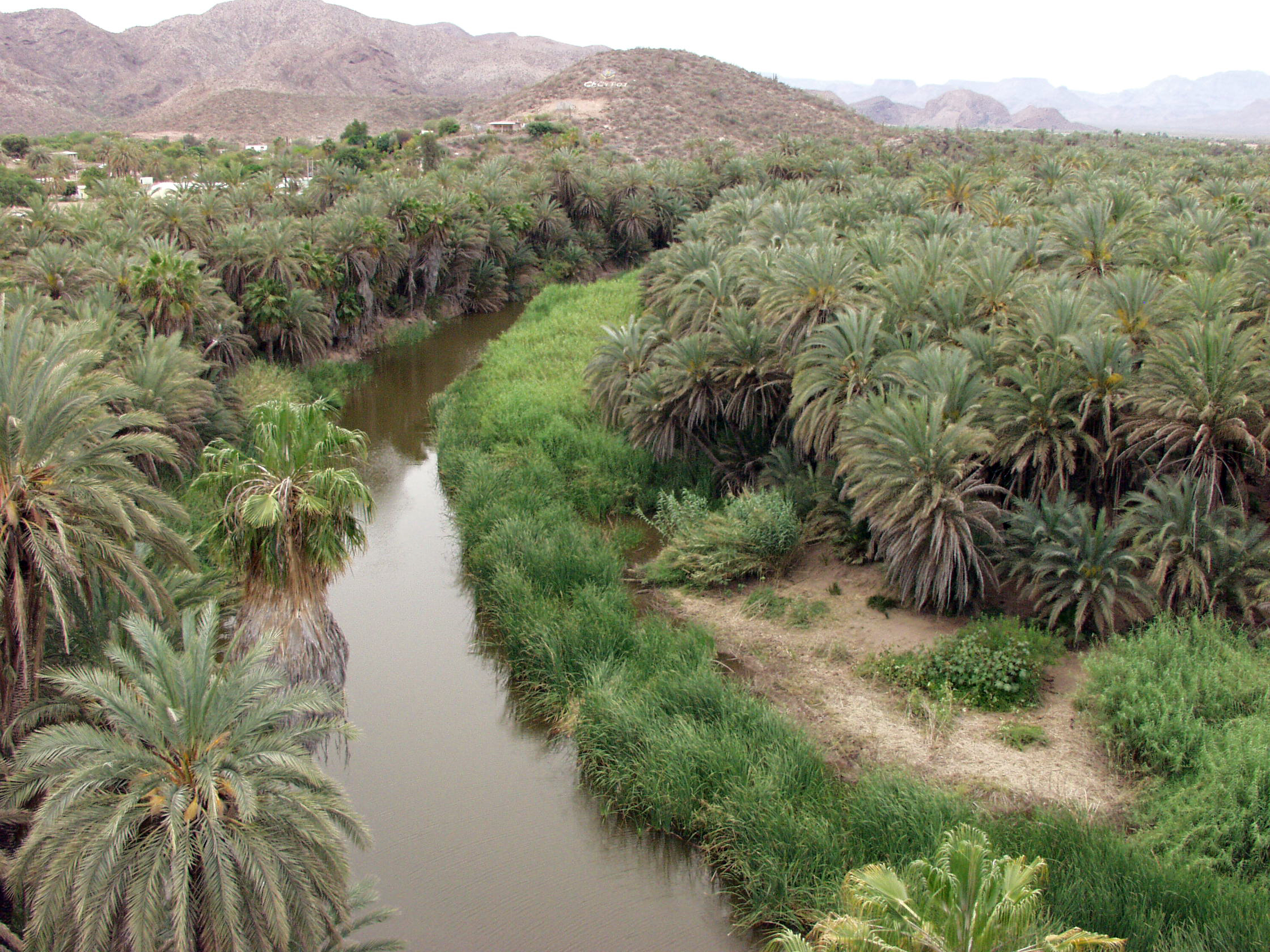
Оаза Мулеґе

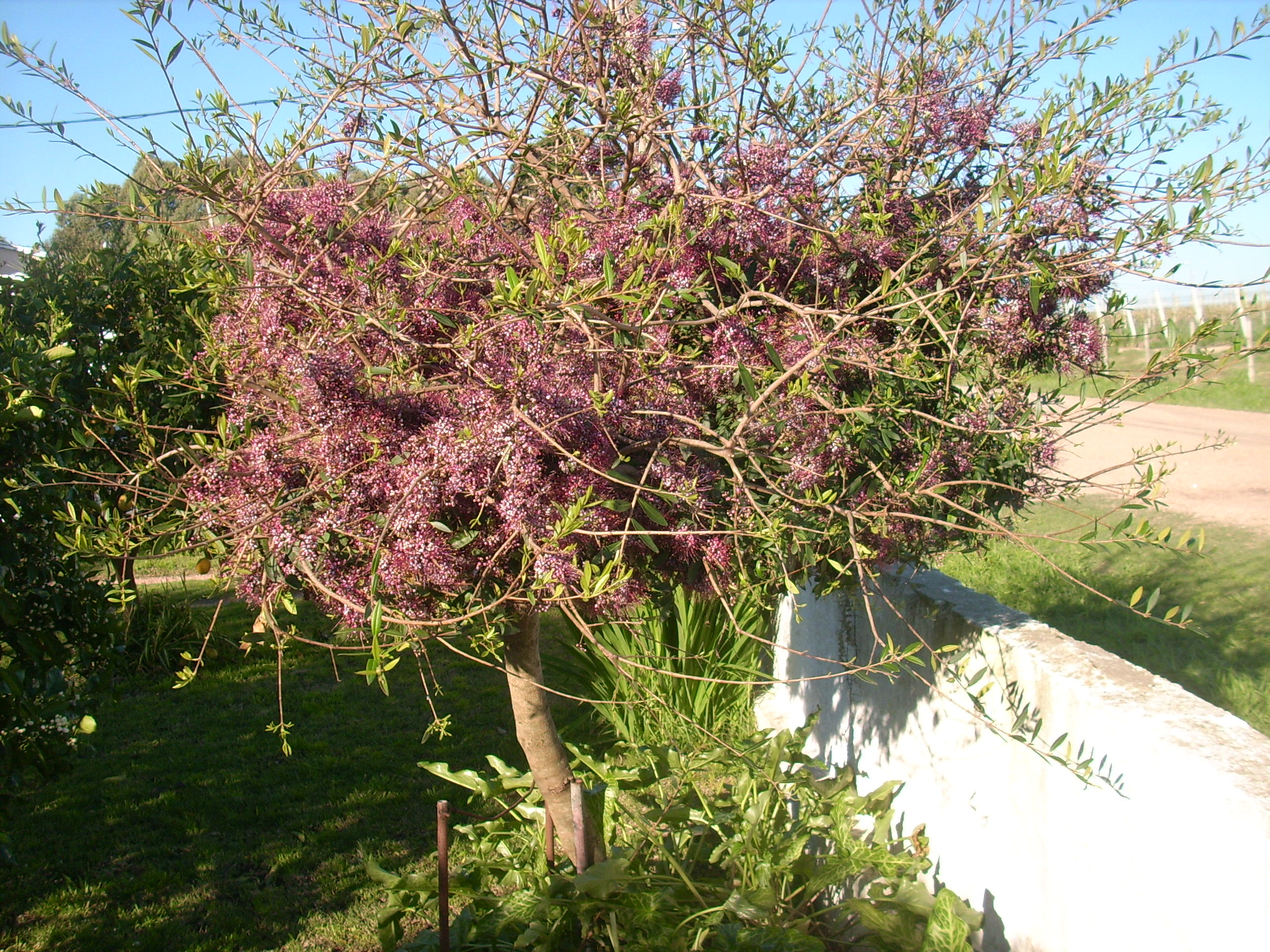
Квітуче пало-фієрро (Olneya tesota)

## Географія
Екорегіон склерофітних чагарників Каліфорнійської затоки простягається вздовж східного узбережжя Каліфорнійського півострова, від миса Буфео на південь до Ла-Паса, столиці штату Південна Нижня Каліфорнія.
На заході екорегіону простягаються гори Сьєрра-де-ла-Гіганта, які є частиною Півострівних хребтів. Їх основу складають магматичні породи (пірокластичні, базальтові та андезитові лави), а також третинні осадові породи. Висота Сьєрра-де-ла-Гіганти переважно коливається від 200 до 1000 м над рівнем моря. Найвищою вершиною екорегіону є вулканічний комплекс Трес-Вірхенес заввишки 1940 м. Три вулкани, що входять до цього комплексу, востаннє вивергалися між 6500 та 24 000 роками тому.
Зі сходу екорегіон омивається водами Каліфорнійської затоки, також відомої як море Кортеса. Каліфорнійська затока виникла 5,3 мільйони років тому внаслідок рифтогенезу. Екорегіон включає низку островів у цій затоці, найбільшими з яких є Анхель-де-ла-Гуарда, Ісла-дель-Кармен та Ісла-Сан-Хосе. На півдні Каліфорнійського півострова екорегіон охоплює перешийок Ла-Пас, простягаючись на південному заході до узбережжя Тихого океану.
Постійні водні потоки в екорегіоні відсутні, натомість тут зустрічається кілька сезонних потоків, які наповнюються водою після сильних дощів. У каньйонах та біля підніжжя гір, де підземні води виходять на поверхню, трапляються джерела та оази.
На західних схилах Півострівних хребтів склерофітні чагарники Каліфорнійської затоки переходять у Нижньокаліфорнійську пустелю, на півночі — у пустелю Сонора, а на півдні Каліфорнійського півострова — у склерофітні чагарники Сан-Лукаса.

## Клімат
В межах екорегіону домінує спекотний та сухий пустельний клімат (BWh за класифікацією кліматів Кеппена). У Ла-Пасі на півдні екорегіону взимку температура становить 20-25 °C, але вночі вона може опускатися до 15 °C. Літо в регіоні спекотне, температура в цей час підіймається до 34-36 °C.
В екорегіоні випадає найменше опадів в усій Мексиці — в середньому менше 100 мм на рік. Більша частина опадів випадає у серпні-вересні, коли у Північну Америку приходять мусони, а під час сухого сезону з березня по червень часто дощів не буває взагалі. 

## Флора
Рослинний покрив екорегіону представлений склерофітними чагарниками, серед яких домінують креозотові кущі (Larrea tridentata) та білі амброзії (Ambrosia dumosa). Також в регіоні поширені такі чагарники і невисокі дерева, як попеляста ятрофа (Jatropha cinerea), пало-фієрро (Olneya tesota), акація Бренджі (Vachellia brandegeana), блакитні пало-верде (Parkinsonia florida) та пало-пінто (Chloroleucon mangense var. leucospermum).
Пало-фієрро або пустельне залізне дерево (Olneya tesota) вирізняється найдовшою тривалістю життя серед усіх дерев світу, що зростають у пустелях. Деякі пало-фієрро мають вік близько 1500 років. Пустельне залізне дерево вважається ключовим видом, оскільки воно підтримує багато інших видів, створюючи більш захищене (тінисте та вологе) середовище, збагачує ґрунт азотом, а його насіння та інші частини є важливим джерелом їжі для багатьох тварин.
Пальмові оази, розкидані по всьому екорегіону, підтримуть різноманітні рослинні угруповання, які процвітають завдяки цілорічній вологості. У оазах ростуть характерні мексиканські віялові пальми (Washingtonia robusta), інтродуковані фінікові пальми (Phoenix dactylifera), а також зарості південного рогозу (Typha domingensis) та звичайного очерету (Phragmites australis).
На відміну від пустелі Сонора, більша частина біорізноманіття та ендемізму в екорегіоні склерофітних чагарників Каліфорнійської затоки пов'язана з оазами, які зберігають залишки мезофільних екосистем, що існували на Каліфорнійському півострові в минулому. Вони є притулком для багатьох рідкісних та ендемічних видів. Крім того, вони слугують "проміжними зупинками" для багатьох птахів, що мігрують уздовж Каліфорнійської затоки. Загалом в екорегіоні зустрічається 238 видів рослин, з яких 20-25 % є ендеміками регіону, зокрема представники 20 ендемічних родів.

## Фауна
Серед поширених в екорегіоні великих ссавців слід відзначити чорнохвостого оленя (Odocoileus hemionus) та пустельного товсторога (Ovis canadensis nelsoni). Ці тварини є здобиччю для найбільшого хижака Каліфорнійського півострова — північноамериканської пуми (Puma concolor couguar). Серед інших хижих ссавців, поширених в екорегіоні, слід відзначити руду рись (Lynx rufus), койота (Canis latrans), сіру лисицю (Urocyon cinereoargenteus), довговуху лисицю (Vulpes macrotis), американського борсука (Taxidea taxus), західного плямистого скунса (Spilogale gracilis), північноамериканську котофредку (Bassariscus astutus) та звичайного ракуна (Procyon lotor). 
Також у пустелях і напівпустелях регіону зустрічаються численні дрібні ссавці, зокрема великовухі зайці (Lepus californicus), пустельні кролики (Sylvilagus audubonii), каліфорнійські кролики (Sylvilagus bachmani), каліфорнійські ховрахи (Otospermophilus beecheyi), білохвості піщані ховрахи (Ammospermophilus leucurus), кенгурові стрибуни Мерріама (Dipodomys merriami), оленячі миші Гамбела (Peromyscus gambelii), північнонижньокаліфорнійські оленячі миші (Peromyscus fraterculus), лісові хом'яки Браянта (Neotoma bryanti), нижньокаліфорнійські торбомиші (Chaetodipus rudinoris), колючі торбомиші (Chaetodipus spinatus), пустельні миші Єви (Peromyscus eva), кактусові миші (Peromyscus eremicus) та пустельні сірі бурозубки (Notiosorex crawfordi). Ендеміками екорегіону є сан-хосейські кролики (Sylvilagus mansuetus), анхель-де-ла-гуардські лісові хом'яки (Neotoma insularis), анхельські оленячі миші (Peromyscus guardia), монтсерратські оленячі миші (Peromyscus caniceps), оленячі миші Дікі (Peromyscus dickeyi), оленячі миші Слевіна (Peromyscus slevini), коронадоські оленячі миші (Peromyscus pseudocrinitus), санта-круські оленячі миші (Peromyscus sejugis) та сан-лоренцькі оленячі миші (Peromyscus interparietalis), поширені на островах на заході Каліфорнійської затоки.
Серед поширених в екорегіоні птахів слід відзначити каліфорнійську перепелицю (Callipepla californica), строкатоголового талпакоті (Columbina passerina), пустельного канюка (Parabuteo unicinctus), беркута (Aquila chrysaetos), сапсана (Falco peregrinus), американського сича (Athene cunicularia), мексиканського сичика-ельфа (Micrathene whitneyi), каліфорнійську таязуру-подорожника (Geococcyx californianus), білогорлого серпокрильця (Aeronautes saxatalis), аметистовоголову каліпту (Calypte costae), каліфорнійську гілу (Melanerpes uropygialis), каліфорнійську сойку (Aphelocoma californica), чорного феба (Sayornis nigricans), світлочеревого копетона (Myiarchus cinerascens), американського сорокопуда (Lanius ludovicianus), американського ремеза (Auriparus flaviceps), рогатого жайворонка (Eremophila alpestris), саванову вівсянку (Passerculus sandwichensis), каліфорнійського тауї (Melozone crissalis), чорногорлу вівсянку-пустельницю (Amphispiza bilineata), каліфорнійську комароловку (Polioptila californica), червоногорлого кардинала (Cardinalis sinuatus), чорного чубака (Phainopepla nitens), пальмового трупіала (Icterus parisorum), кактусового різжака (Campylorhynchus brunneicapillus) та скельного орішця (Salpinctes obsoletus). Майже ендемічними представниками регіону є чорнолобі колібрі-сапфіри (Basilinna xantusii), золотисті жовтогорлики (Geothlypis beldingi) та сірі тремблери (Toxostoma cinereum). На островах Каліфорнійської затоки гніздяться майже ендемічні мексиканські мартини (Larus livens), червонодзьобі мартини (Larus heermanni) та каліфорнійські моржики (Synthliboramphus craveri).
Герпетофауна екорегіону характеризується високим рівнем ендемізму. Серед ендемічних або майже ендемічних плазунів, поширених на сході Каліфорнійського півострова та на прилеглих островах Каліфорнійської затоки, слід відзначити нижньокаліфорнійську шипохвосту ігуану (Ctenosaura hemilopha), нижньокаліфорнійську кам'яну ігуану (Petrosaurus repens), санта-каталінську колючу ігуану (Sceloporus lineatulus), санта-круського сатора (Sceloporus angustus), сан-хосейського батогохвоста (Aspidoscelis danheimae), монтсерратського батогохвоста (Aspidoscelis pictus), карменського батогохвоста (Aspidoscelis carmenensis), нижньокаліфорнійського листопалого гекона (Phyllodactylus xanti), санта-каталінського листопалого гекона (Phyllodactylus bugastrolepis), монтсерратську чакваллу (Sauromalus slevini), каталінську чакваллу (Sauromalus klauberi), анхельську чакваллу (Sauromalus hispidus), санта-каталінського гримучника (Crotalus catalinensis), сан-лоренцького гримучника (Crotalus lorenzoensis), анхельського гримучника (Crotalus angelensis), нижньокаліфорнійську нічну змію (Hypsiglena slevini) та нижньокаліфорнійську щурячу змію (Bogertophis rosaliae).

## Збереження
Значна частина екорегіону залишається переважно незайманою, незважаючи на інтенсивну людську діяльність в регіоні та навколо нього. Тим не менш, крихкій екосистемі регіону загрожує надмірний випас худоби та використання води з оаз у господарських потребах. У багатьох районах велика рогата худоба витіснила чорнохвостих оленів та товсторогів, а популяція пуми скоротилася внаслідок надмірного полювання.
Оцінка 2017 року показала, що 11 386 км², або 50 % екорегіону, є заповідними територіями. Природоохоронні території включають: Біосферний заповідник Ель-Віскаїно, найбільший природний заповідник Мексики площею 24 930 км², та Заповідник флори і фауни Вальє-де-лос-Сіріос, які охороняють північну та центральну частини екорегіону, а також Заповідну зону островів Каліфорнійської затоки та Національний парк Бая-де-Лорето, які охороняють острови Каліфорнійської затоки. У 1993 році Біосферний заповідник Ель-Віскаїно був внесений до списку Світової спадщини ЮНЕСКО. У 2005 році до цього ж списку були внесені острови та природоохоронні території Каліфорнійської затоки.